# Herman Severin Løvenskiold

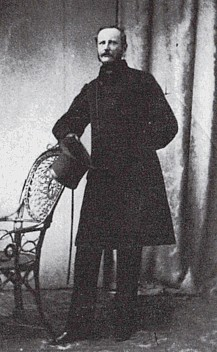
Herman Severin Løvenskiold.

Herman Severin Løvenskiold, född den 30 juli 1815 på Holden järnverk vid Ulefoss i Norge, död den 5 december 1870 i Köpenhamn, var en dansk baron och tonsättare. 
Løvenskiold, som tillhörde släktens friherrliga gren, blev kunglig kammarmusikus 1841 och organist vid Slottskyrkan i Köpenhamn 1851. Han komponerade baletten Sylfiden (1836, i Stockholm 1862), operan Sara (1839), en Festmarsch, konsertuvertyren Fra Skoven ved Furesø (1863), Albumblätter för piano, flerstämmiga sånger med mera.